# Cor van der Hoeven
Cornelis "Cor" van der Hoeven (Amsterdam, 12 de mayo de 1921-1 de febrero de 2017) fue un futbolista neerlandés que jugaba en la demarcación de centrocampista. Jugó en el DWS (1938-1948) y el Ajax (1948-1951). En 1951 fichó por Wilhelmina Vooruit.

## Selección nacional
Jugó un total de tres partidos con la selección de fútbol de los Países Bajos. 